# 小行星17102
小行星17102（17102 Begzhigitova）是一颗绕太阳运转的小行星，为主小行星带小行星。该小行星于1999年5月10日发现。

## 轨道参数
小行星17102的轨道半长轴为2.2234779 UA，离心率为0.145。